# Leo Burnett (agencia de publicidad)
Leo Burnett Worldwide es una de las agencias publicitarias más importantes del mundo. Desde el año 2002 forma parte de la multinacional Publicis Groupe.

## Historia
La agencia nace en Chicago el 5 de agosto de 1935 y toma el nombre del propio fundador, Leo Burnett. En los años siguientes abre filiales en New York (1941), Los Ángeles (1946), Toronto (1952) y Montreal (1959), pasando a ser una de las principales agencias de publicidad americanas. En 1969 adquiere la histórica agencia publicitaria inglesa London Press Exchange, y esto le permite extender su mercado a Europa y África. El año siguiente adquiere la agencia Jackson Wain de Sídney, y esto le permite extender el mercado también a Oceanía y Asia. El cuadro de expansión destinado a convertir a Leo Burnett en una red mundial se desarrolla adicionalmente a partir de los primeros años ochenta. En 1980 se adquieren algunas agencias del norte de Europa, entre las cuales se encuentran la alemana Lürzer, Conrad (en particular uno de los fundadores de esta agencia, Michael Conrad, será director creativo de Leo Burnett en los años 90). En 1981, gracias a una colaboración con Homsy & Chehab, se extiende la zona operativa al Medioriente. En 1991 Leo Burnett abre filiales en el este de Europa, y el año siguiente en China. En 1997 adquiere el 49% de la agencia publicitaria londinense BBH (Bartle Bogle Hegarty). En 1999 se crea Starcom, departamento media de Leo Burnett.
Siempre en 1999 se constituye Leo Group que comprende, además de Leo Burnett, la neonata Starcom, la cuota de BBH, y otras compañías menores. Tal grupo irá a constituir Bcom3 en 2000, por consiguiente a la fusión con el grupo de MacManus y a una participación de Dentsu (al parecer a una cuota del 20%). Por su parte Bcom3 confluirá en el Publicis Groupe en 2002.

## La filosofía publicitaria de Leo Burnett
La filosofía creativa que inspiró una parte significativa de la producción publicitaria de Leo Burnett (o por lo menos las publicidades más conocidas), es aquella del denominado "toco común". Por ejemplo, a menudo se han empleado personas normales, ordinarias en calidades de testimonios, en las cuales todos podían sentirse identificados. O han sido utilizados elementos como el gusto por la vida al aire libre, como en las publicidades de los cigarrillos Marlboro.
Leo Burnett (1892-1971) afirmaba que la publicidad, que es  inevitablemente "ingannevole" (del italiano, engañosa), debe por lo menos intentar hablar de una forma sencilla. Una buena publicidad tiene que ser directa, creíble, y acompañada por el estímulo emocional del calor.
Para poder transmitir este "toco común" es necesario identificar la "fuerza intrínseca" ("Inherent Drama") de un producto, o dicho de otro modo, la característica para la cual un productor ha decidido fabricar y lanzar al mercado un producto así como la característica por la cual alguien debería comprar tal producto. Leo Burnett decía que la "fuerza intrínseca" debe emerger de manera natural, sin recurrir a tretas, como por ejemplo elencos de acontecimientos, juegos de palabras, hipérboles, etcétera. Una vez encontrada la "fuerza intrínseca" tenemos que comunicarla de manera sencilla, realista y caliente.

## Exposiciones de arte
La agencia Leo Burnett se ha ocupado muchas veces de primarias muestras internacionales, entre las cuales se encuentran la exposición de Losanna (Suiza) de 2001 con protagonista el pintor italiano Umberto Pettinicchio y el  fotógrafo Steve McCurry.

## Principales publicidades

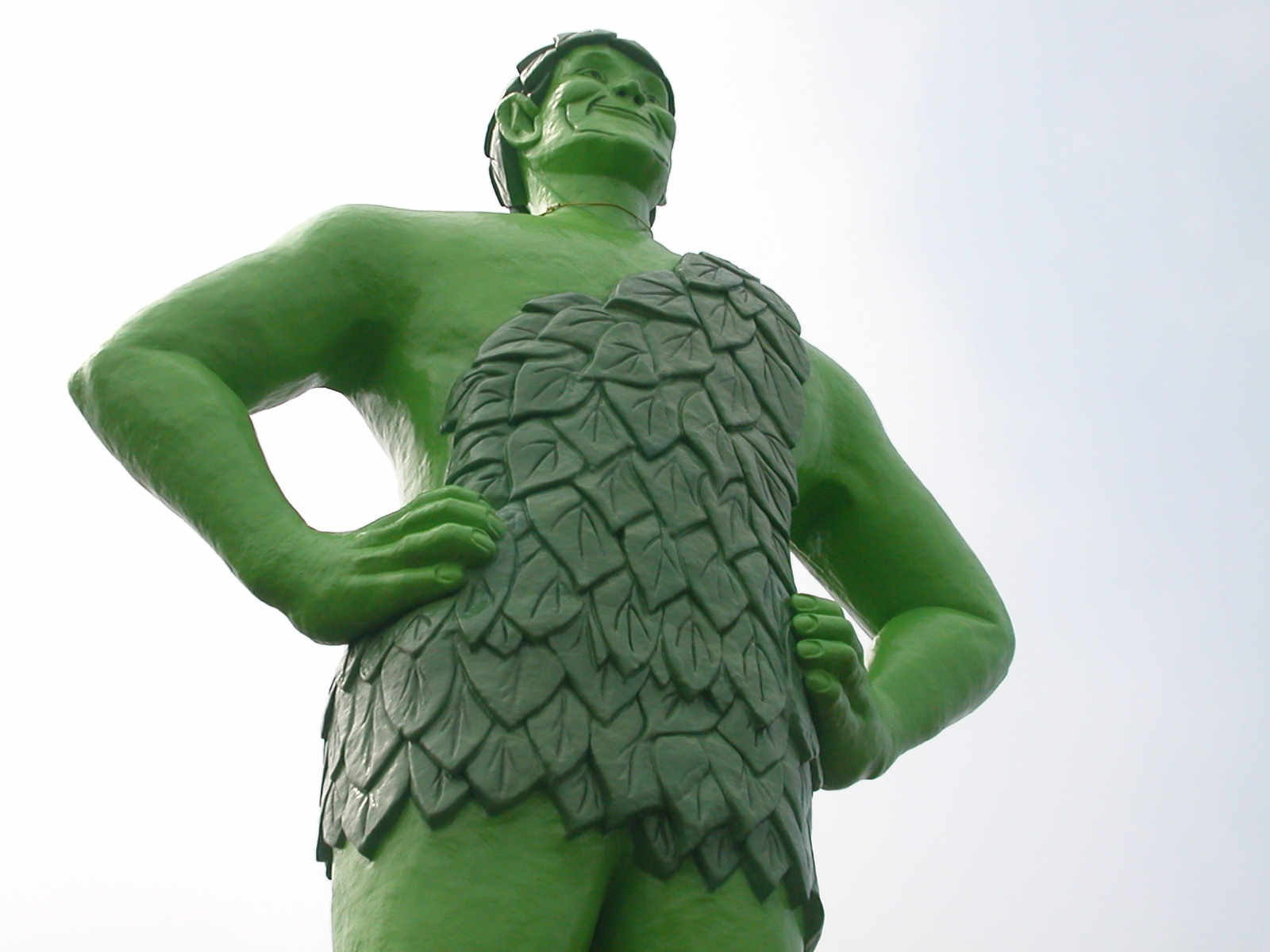
Leo Burnett. El Gigante Verde de la Minnesota Valley Canning Company.

- 1936 - Campaña publicitaria de guisantes de la Minnesota Valley Canning Company con el invento del Gigante Verde como testimonio.
- 1938 - Campaña publicitaria para el maíz de la Minnesota Valley Canning Company con las ilustraciones de Norman Rockwell.
- 1940 aprox. - Publicidad para Kellogg's Rice Krispies («Snap! Crackle! and Pop!»).
- 1944 - Anuncios publicitarios para el American Meat Institute con la carne roja sobre fondo rojo (fotografías de Isham Williams).
- 1947 - Campaña publicitaria para el preparado para pasteles de la Pillsbury (fotografías de Isham Williams).
- 1952 - Diseño de los nuevos cartones de los cereales Kellogg's , con el logotipo en la parte superior izquierda.
- 1952 - Publicidad para los Kellogg's  Sugar Frosted Flakes con el invento de la Tigresa Tony como testimonio («Son Gr-r-randes!»).
- 1955 aprox. - Campaña publicitaria de la Marlboro, con el vaquero en calidad de testimonio (el "Marlboro Man" está considerado una de los iconos más impactantes creadas por el mundo de la publicidad).[4][5][6]
- 1960 - Campaña publicitaria para la sopa de tomate de la Campbell's.
- 1961 - Campaña publicitaria para la lavadora Maytag, con la señora Ray Crookston y sus numerosos hijos en calidad de testimonios.
- 1965 - Campaña publicitaria para la masa para el pan de la Pillsbury con el invento de Poppin' Fresh el "Doughboy[7]" como testimonio. Con los años Poppin' Fresh llegará a ser el protagonista de 600 anuncios publicitarios aproximadamente.
- 1978 - Publicidad para el periódico Times, con la rata que se va a comer el queso de un cepo y el título del anuncio con la pregunta pregunta «¿has deseado nunca estar informado mejor?».
- 1978 - Anuncio publicitario del agua Perrier («Eau-la-la»).[8]
- 1979 - Anuncio publicitario del agua Perrier («H2 Eau»).
- 1987 - Anuncio TV del lavavajillas Cheer de la Procter & Gamble, con el actor cómico JoBe Cerny como testimonio (y que ya había sido la voz de "Doughboy" de la Pillsbury).
- 1999 - Diseño de las nuevas botellas del ketchup Heinz, cada una con etiqueta diferente y con frases escritas como: «No puede ayudar a los brócolis» o «Instrucciones: meter sobre la comida».
- 2005 - Póster para el nuevo batido de McDonald's ultra sólido, con un vaso al revés y la pajita que coincide con el palo que sostiene el póster.

- David A. Aaker y John G. Myers. Advertising Management. Prentice-Hall Inc., Englewood Cliffs, New Jersey, a division of Simon & Schuster, 1987.
- Stéphane Pincas y Marc Loiseau. A History of Advertising. Colonia, Taschen, 2008. ISBN 978-3-8365-0212-2.

## Partidas conexas
- Leo Burnett Brand Consultancy - modelo de branding